# Psilolobus interstitialis
Psilolobus interstitialis är en stekelart som beskrevs av Van Achterberg 1985. Psilolobus interstitialis ingår i släktet Psilolobus och familjen bracksteklar. Inga underarter finns listade i Catalogue of Life.